# 弗拉辛齊
49°47′15″N 25°56′2″E / 49.78750°N 25.93389°E

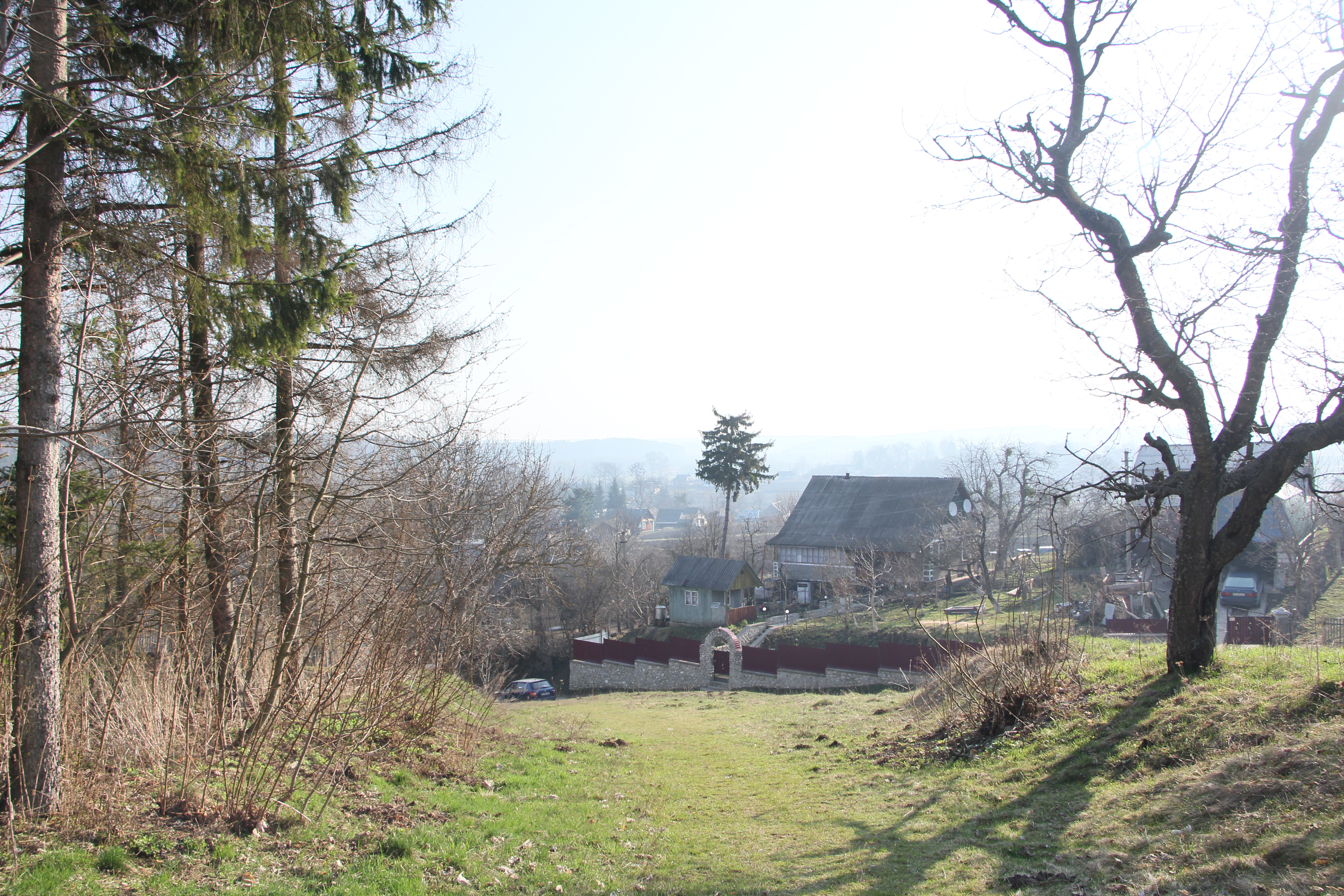

弗拉辛齊（烏克蘭語：Влащинці）是位於烏克蘭西部特諾皮爾州裏克列梅涅茨區的村莊，始建於1765年，面積0.09平方公里，2017年人口220，人口密度每平方公里3,825.6人。